# Дескати (дем)
Дескати (на гръцки: Δήμος Δεσκάτης, Димос Дескатис) е дем в Република Гърция, част от област Западна Македония. Центърът му е градчето Дескати.

## Селища
Дем Дескати е създаден на 1 януари 2011 година след обединение на две стари административни единици – демите Дескати и Хасия. Демът е обявен за планински.

### Демова единица Дескати
Според преброяването от 2001 година дем Дескати има население от 5066 души и в него влизат следните селища:
- Демова секция Дескати

- село Дескати (Δεσκάτη)
- село Агиос Георгиос (Άγιος Γεώργιος)
- село Гилофос (Γήλοφος, старо Чука)
- село Диаселаки (Διασελλάκι)

- Демова секция Дасохори

- село Дасохори (Δασοχώρι)

- Демова секция Палюрия

- село Палюрия (Παλιουριά, старо Зимнач)

- Демова секция Панагия

- село Панагия (Παναγία, старо Турник)
- манастир „Свети Никанор Завордас“ (Μονή Αγίου Νικάνορος)
- село Скумция (Σκούμτσια)

- Демова секция Параскеви

- село Параскеви (Παρασκευή, старо Велиди)

### Демова единица Хасия
Според преброяването от 2001 година дем Хасия (Δήμος Χασίων) с център в Карперо има население от 2317 души и в него влизат следните селища:
- Демова секция Карперо

- село Карперо (Καρπερό, старо Дименица)
- село Димитра (Δήμητρα, старо Арап)

- Демова секция Катакали

- село Катакали (Κατάκαλη)

- Демова секция Трикокия

- село Трикокия (Τρικοκκιά, старо Чатурия)
- село Аникси (Άνοιξη, старо Греуса)
- село Трифили (Τριφύλλι, старо Синица)